# بي. كي. سبنسر
بي. كي. سبنسر هو سياسي أمريكي، ولد في 14 يوليو 1848 في Williamsport, Indiana ‏ في الولايات المتحدة، وتوفي في 21 أكتوبر 1910 في أوكلاهوما في الولايات المتحدة. انتخب عضو مجلس نواب واشنطن ‏.